# Acanthoprora
Acanthoprora là một chi bướm đêm thuộc họ Erebidae.

## Các loài
- Acanthoprora melanoleuca Hampson, 1926
- Acanthoprora streblomita Turner, 1929